# Adoretus lacuum
Adoretus lacuum är en skalbaggsart som beskrevs av Hermann Julius Kolbe 1914. Adoretus lacuum ingår i släktet Adoretus och familjen Rutelidae. Inga underarter finns listade i Catalogue of Life.